# Mimerastria mandschuriana
Mimerastria mandschuriana är en fjärilsart som beskrevs av Charles Oberthür 1881. Mimerastria mandschuriana ingår i släktet Mimerastria och familjen trågspinnare. Inga underarter finns listade i Catalogue of Life.